# Giăm bông Giáng sinh

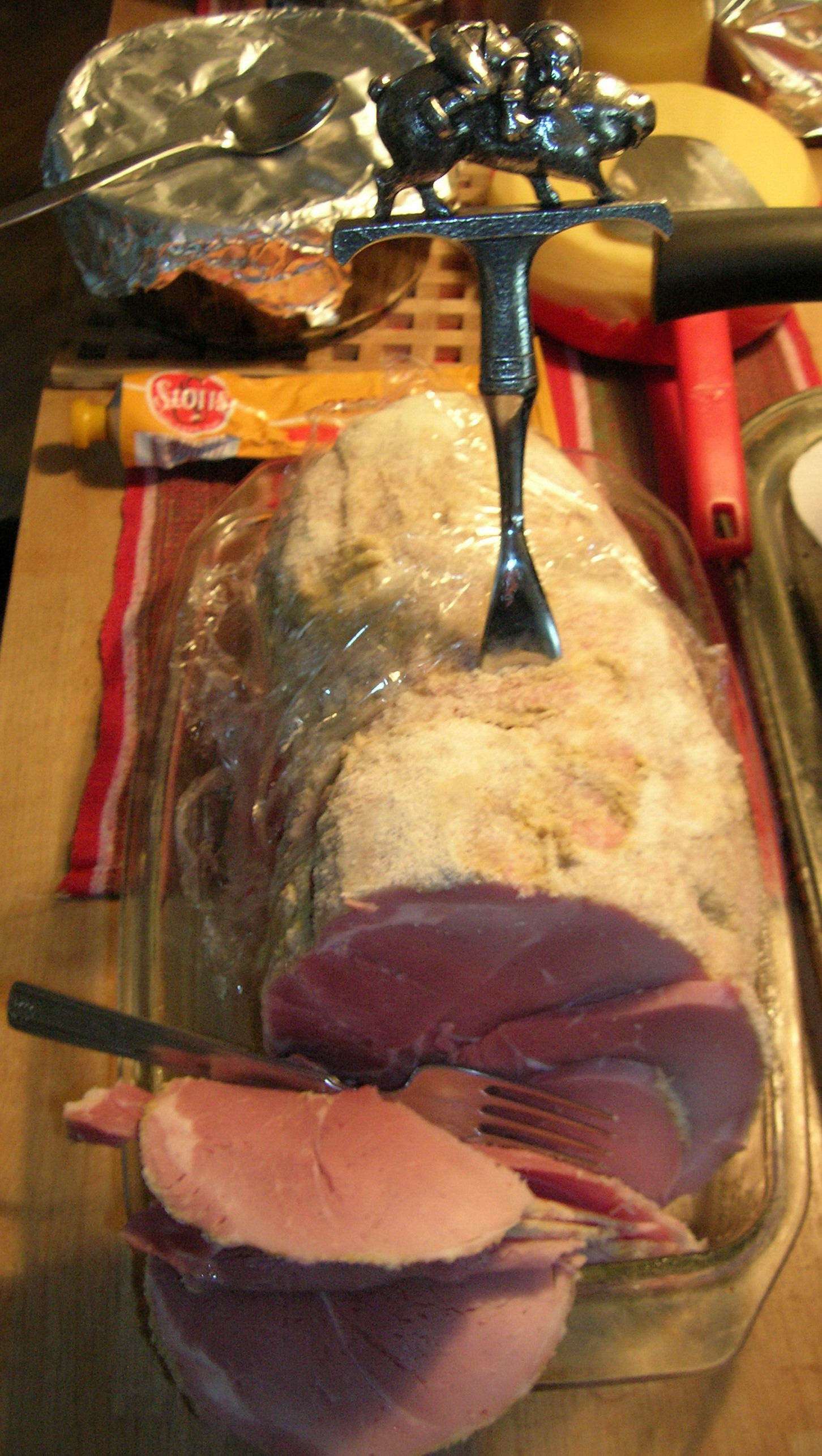
Giăm bông Giáng sinh truyền thống của Thụy Điển

Giăm bông Giáng sinh hay giăm bông Yule là loại giăm bông thường được ăn trong bữa tối Giáng sinh ở Bắc Âu và Anglosphere. Phong cách chế biến rất khác nhau tùy theo khu vực và thời điểm.
Người ta nói rằng truyền thống ăn giăm bông bắt nguồn từ nghi lễ hiến tế một con lợn rừng của người Pagan cho thần Bắc Âu Freyr trong các lễ hội thu hoạch. Việc Cơ đốc giáo áp dụng truyền thống này bắt nguồn từ Ngày St Stephen.

## Truyền thống Thụy Điển
Phần chính giữa của thịt đóng hộp trong bữa ăn smörgåsbord vào dịp Giáng sinh truyền thống ở Thụy Điển (được gọi là "julbord") là một miếng giăm bông Giáng sinh cỡ lớn (giăm bông ướp muối được luộc hoặc nướng, sau đó phủ một hỗn hợp trứng, vụn bánh mì và mù tạt, rồi rán trong lò).

## Truyền thống của Úc

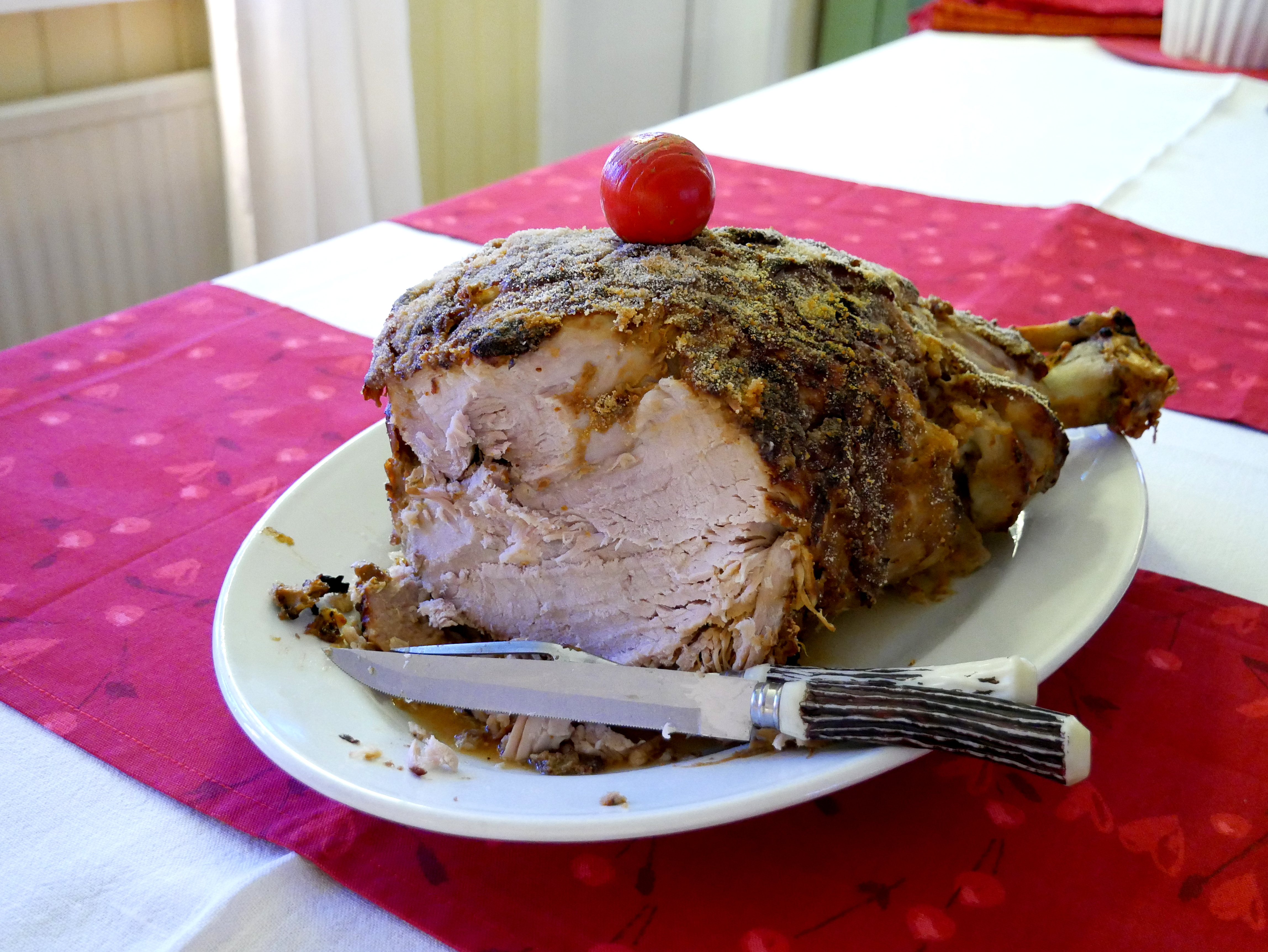
Giăm bông Giáng sinh Phần Lan

Giăm bông là một món ăn truyền thống của Úc có mặt trên hầu hết các bàn ăn vào ngày Giáng sinh. Chúng được nấu và phục vụ theo nhiều cách khác nhau trên khắp nước Úc, trong đó nhiều gia đình thường cho thêm các nguyên liệu đặc biệt, biến món ăn thành một khía cạnh quan trọng của bữa ăn Giáng sinh.
Khi Giáng sinh ở Úc đến vào đầu mùa hè, nhiều người không còn phục vụ bữa tối nướng truyền thống mà thay vào đó là gà tây lạnh và giăm bông, hải sản cùng salad. Giăm bông Giáng sinh thừa thường được đông lạnh để làm súp và các món ăn khác khi mùa hè kết thúc.